# Rajon Salisnyzja
Der Rajon Salisnyzja (ukrainisch Залізничний район/Salisnytschnyj rajon; russisch Железнодорожный район/Schelesnodoroschny rajon) ist einer der sechs Stadtrajone der westukrainischen Stadt Lemberg.

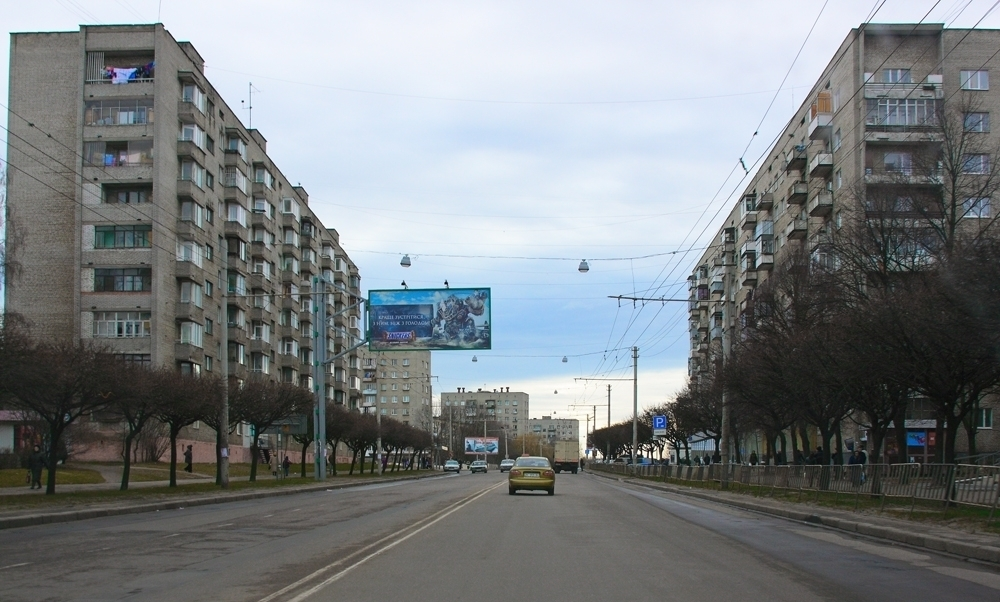
Blick auf Teile des Rajons

Der Name leitet sich vom ukrainischen Wort für Eisenbahn (залізниця) welches sich auf den sich hier befindlichen Bahnhof Lwiw bezieht, ab, er befindet sich westlich des Zentrums der Stadt Lemberg und umfasst die Stadtteile/Stadtviertel:
- Bilohorschtscha (Білогорща; polnisch Biłohorszcze)
- Lewandiwka (Левандівка; polnisch Lewandówka)
- Klepariw (Клепарів; polnisch Kleparów, deutsch früher Klopperhof)
- Rjasne (Рясне; polnisch Rzęsna Polska)
- Sknyliwok (Скнилівок; polnisch Skniłówek)
- Syhniwka (Сигнівка; polnisch Sygniówka)

Dazu kam bis 12. Juni 2020 verwaltungstechnisch auch noch die Siedlung städtischen Typs Rudne, seither ist er Teil des neugegründeten Rajons Lwiw.
Der Rajon entstand am 5. April 1951.